# تومورت
تومورت (انگلیسی: Tomort) یک قله کوه در سین‌کیانگ چین است.